# Biby Gaytán
Silvia Gaytán Barragán, mejor conocida por su nombre artístico de Biby Gaytán (Tapachula, Chiapas, 27 de enero de 1970), es una cantante, actriz y bailarina mexicana.

## Biografía
Biby desde muy niña se crio en Villahermosa, Tabasco. Es hija de la maestra de ballet clásico Silvia "Bibi" Barragán y del arquitecto Daniel Gaytán. 
Tiene cuatro hermanos: Gonzalo "Chacho" Gaytán, quien formó parte de los grupos musicales Gravedad Cero y Sentidos Opuestos y hoy en día, es uno de los compositores musicales más importantes de México; Daniel "Mano" Gaytán, quien también fue parte de Gravedad Cero y Timbiriche y hoy en día, es propietario del restaurante "Mundo Pop" ubicado en Chihuahua; Alejandro Gaytán, quien incursionó en la música y las telenovelas pero hoy está retirado del medio artístico y Rodrigo "Ruy" Gaytán quien tiene su academia artística "Gaytán Instituto de Arte" en Villahermosa (Tabasco). Los Gaytán Barragán son una familia llena de mucho talento y todos se han desarrollado con éxito en el ambiente artístico.

## Carrera
En la época decembrina de 1988, Biby visitó la Ciudad de México y acudió a una audición para formar parte del grupo Timbiriche y tras varios meses de audición, finalmente en febrero de 1989, ocupó el sitio de Alix Bauer.Compartió lugar dentro del grupo con Paulina Rubio, Diego Schoening, Erik Rubín, Eduardo Capetillo (sólo meses), Thalía (sólo meses) y Edith Márquez mientras terminaban la promoción y gira del disco doble "Timbiriche VIII y IX." Ya integrada por completo, al grupo se unieron Claudio Bermúdez, Patty Tanús. Esta última fue sustituida al poco tiempo por Silvia Campos y juntos participaron en la grabación del álbum Timbiriche 10. En este material, Biby fue dada a conocer como la nueva Timbiriche y fue lanzada a la fama con una imagen muy sexy dentro del grupo.
En 1991, Biby realizó su primera incursión en las telenovelas mexicanas con el papel de Marimar en Alcanzar una estrella II, al lado de Ricky Martin, Sasha Sokol, Erik Rubín, Angélica Rivera, Marisa de Lille y Pedro Fernández (este último, su pareja en la novela), entre otros actores. En la trama de la novela, surgió el conjunto musical Muñecos de Papel, del que ella formó parte; el grupo también realizó presentaciones en vivo en programas como «La Movida» y «Siempre en domingo» y Biby destacó con el tema «Tan solo una mujer» escrita por el cantautor guatemalteco Ricardo Arjona. Posteriormente dejó Timbiriche en el mes de mayo, siendo sustituida por Tannya Velasco.
En 1992, participó en el filme Más que alcanzar una estrella con el personaje de Lisa, al lado de Eduardo Capetillo. Meses después, junto con Capetillo, Paulina Rubio y Rafael Rojas protagonizó Baila conmigo, interpretando a Pilar. Baila Conmigo fue una telenovela de época de trama musical-juvenil. Ese mismo año lanzó su primer disco como solista, Bibi Gaytán, del que se desprenden los sencillos No me importa, Mucha mujer para ti, Y se marcha diciendo perdón y Rock Café. Su disco tuvo buena difusión en radio y contó con la aceptación por el público. En octubre, lanzó su calendario 1993 con fotografías en trajes de baño, teniendo al puerto de Acapulco como panorama escénico.
Para 1993, ya consolidada como toda una estrella y todo un símbolo sexual, dio vida a "Tania García' en la telenovela Dos mujeres, un camino al lado de Erik Estrada y Laura León.Esta telenovela se convirtió en todo un fenómeno en México y varios países de América Latina, así como también la parte latina de Estados Unidos por sus altos niveles de audiencia.
En 1994, lanzó el disco Manzana verde, con temas como Lago Azul, Ya no hay más, Dos mujeres un Camino e Igual que tú. La telenovela Dos mujeres, un camino tuvo una duración de un año con 229 capítulos culminando en agosto de 1994 y fue la primera novela que tuvo 3 finales diferentes permitiendo así que el espectador pudiera escoger el final que más le gustaba.
Después de una pausa en su carrera artística, Biby regresó a las telenovelas en 1998 y protagonizó la telenovela Camila, que fue un remake de la telenovela "Viviana" de 1978 protagonizada por Lucía Méndez. Camila tuvo en su elenco a Eduardo Capetillo y Adamari López. También en ese año participó en el disco producido por su hermano Chacho Gaytán y nominado al Grammy Latino "Ellas Cantan a Cri Cri" interpretando el tema "Di Porque."
En 2004, participó en la obra musical Amor sin barreras, que se presentó en los teatros Pedregal e Insurgentes de la Ciudad de México y algunas presentaciones en la ciudad de Guadalajara. En septiembre de 2007, se unió a Kraft Foods para realizar una serie de programas dedicados a las amas de casa. Y participó en promocionales televisivos para la marca Verde Valle.
En 2008, Biby y Eduardo tuvieron una participación especial en la telenovela "En nombre del amor" y para septiembre del mismo año, se incorporó como jurado al reality show El show de los sueños. En diciembre de 2010, se unió a las filas de TV Azteca y en agosto de 2011, se convirtió en la presentadora del reality La Academia y en junio de 2013, regresó a la televisión en el programa de México baila como jurado.
El 16 de octubre de 2019, el musical Chicago se reestrenó en el Teatro Telcel de la Ciudad de México, producido por Ocesa Teatro. Protagonizada por Biby Gaytán como Velma Kelly, María León como Roxie Hart, Pedro Moreno como Billy Flynn y Michelle Rodríguez como Mama Morton, entre otros actores protagónicos.
Durante la pandemia, Biby abrió su canal de YouTube donde comparte videos de maquillaje, de su vida en familia y cocinando con su suegra la Sra. Mary Vázquez de Arruza. 
En los últimos años, Biby reestrenó la obra musical Amor sin barreras donde dio vida al personaje de Anita. En esta misma obra, su hija Ana Paula Capetillo interpretó a María, el mismo personaje al que Biby dio vida en el 2004. La obra se inició el 19 de agosto de 2023 en el Teatro Centenario Coyoacán.

## Vida privada
Biby fue novia de Diego Schoening en los tiempos de Timbiriche, entre 1990 y 1991, pero su noviazgo se terminó por la infidelidad de Diego. También inició un romance con Bertín Osborne, varios años mayor, y vivieron juntos en su etapa de soltera. Estuvo muy enamorada del español que era el galán de España. 
En 1992, mientras que eran pareja ficticia en la telenovela Baila conmigo, Eduardo Capetillo y Biby se hicieron novios. Después de altas y bajas en su noviazgo, ambos contrajeron matrimonio el 25 de junio de 1994 en la Hacienda de Chiconcuac en el estado de Morelos. La Hacienda data de la época de la conquista en el siglo XVI y fue construida por Martin Cortés, hijo de Hernán Cortés y La Malinche.

## Trayectoria

### Telenovelas
| Año       | Telenovela               | Rol                                       |
| --------- | ------------------------ | ----------------------------------------- |
| 1991      | Alcanzar una estrella II | María del Mar "Marimar" Pérez             |
| 1992      | Baila conmigo            | Pilar Armendia                            |
| 1993-1994 | Dos mujeres, un camino   | Tania García Pérez                        |
| 1998-1999 | Camila                   | Camila Flores                             |
| 2008-2009 | En nombre del amor       | Sagrario Díaz de Espinoza de los Monteros |

### Programas
- El show de los sueños (2008-2009) .... Jurado
- La Academia (2011) .... Presentadora
- México baila (2013) .... Jurado
- Pequeños gigantes (2020) .... Jurado
- ¿Quién es la máscara? (2022) ... Participante (Triki)[7]

### Teatro
- Baila conmigo (1992) .... Pilar
- Amor sin barreras (2004).... María
- Chicago, el musical (2019).... Velma Kelly
- Amor sin barreras (2023).... Anita
- Dos locas de remate (2024).... Julia

### Discografía solista
- Bibi Gaytán (1992)
- Manzana verde (1994)

### Discografía Timbiriche
- Timbiriche 10 (1990)

### Colaboración discográfica
- Alcanzar una estrella II (1991) ... Tan solo una mujer, Solo quiero que me vuelvas a querer, Fíjate en mi, No quiero dejar de brillar
- Baila Conmigo (1992) ... Baila conmigo el rock and roll, Olvídame, El primer adiós, Baila conmigo
- Ellas Cantan a Cri Cri (1999) ... Di por qué

## Premios y nominaciones

### Premios TVyNovelas
| Año  | Categoría          | Telenovela    | Resultado |
| ---- | ------------------ | ------------- | --------- |
| 1993 | Mejor actriz joven | Baila conmigo | Nominada  |